# 托雷·贝格尔
托雷·贝格尔（挪威語：Tore Berger，1944年11月11日—），挪威男子皮划艇运动员。他曾代表挪威参加1968年和1972年夏季奥林匹克运动会皮划艇比赛，共获得一枚金牌和一枚铜牌。